# Roberto Pedraza Martínez
Roberto Pedraza Martínez (Ixmiquilpan, Hidalgo (México), 1 de mayo de 1952). Es un político mexicano miembro del Partido Revolucionario Institucional. Ha sido Presidente Municipal y ha ocupado diversos cargos en la administración pública estatal, federal y otras organizaciones internacionales, así como también, se ha desempeñado en dos ocasiones como Diputado Federal y Senador Suplente del Estado de Hidalgo. 
Fue  Presidente del Consejo Supremo Hñähñu del Valle del Mezquital en Hidalgo; Secretario General del PRI Estatal de Hidalgo y Secretario de Acción Indígena del Comité Ejecutivo Nacional de la Confederación Nacional Campesina (CNC). 
También ha ocupado los cargos de Diputado Local en el Congreso de Hidalgo,y en dos ocasiones, ha sido Diputado Federal, por el IV Distrito Electoral Federal de Hidalgo a la LVI Legislatura de 1994 a 1997 y por el II Distrito Electoral Federal de Hidalgo a la LIX Legislatura de 2000 a 2003, así como también, fue Presidente Municipal de Ixmiquilpan, Hidalgo, de 1991 a 1994. 